# Hystricia rufipes
Hystricia rufipes är en tvåvingeart som beskrevs av Macquart 1851. Hystricia rufipes ingår i släktet Hystricia och familjen parasitflugor. Inga underarter finns listade i Catalogue of Life.